# EuroBasket de 2009
O EuroBasket 2009 foi a trigésima sexta edição do torneio continental organizado pela FIBA Europa, sucursal da Federação Internacional de Basquetebol no Velho Continente, nesta ocasião sediada na Polónia nas cidades de Katowice, Łódź, Bydgoszcz, Breslávia, Varsóvia, Poznań e Gdańsk. A Espanha conquistou seu primeiro título europeu e consagrou Pau Gasol como MVP do torneio.
O EuroBasket também serviu como classificatório para o Campeonato Mundial de Basquetebol Masculino de 2010 na Turquia, tendo classificado além da Turquia anfitriã do mundial, também Croácia, Eslovênia, Espanha França, Grécia e Sérvia.

## Países Classificados
| País         | Classificação                                           |
| ------------ | ------------------------------------------------------- |
| Polônia      | País Sede                                               |
| Rússia       | 7 primeiros colocados no EuroBasket 2007                |
| Espanha      | 7 primeiros colocados no EuroBasket 2007                |
| Lituânia     | 7 primeiros colocados no EuroBasket 2007                |
| Grécia       | 7 primeiros colocados no EuroBasket 2007                |
| Alemanha     | 7 primeiros colocados no EuroBasket 2007                |
| Croácia      | 7 primeiros colocados no EuroBasket 2007                |
| Eslovênia    | 7 primeiros colocados no EuroBasket 2007                |
| Sérvia       | Campeões em seus grupos eliminatórios                   |
| Macedônia    | Campeões em seus grupos eliminatórios                   |
| Turquia      | Campeões em seus grupos eliminatórios                   |
| Grã Bretanha | Campeões em seus grupos eliminatórios                   |
| Letônia      | Três melhores segundos lugares nos grupos eliminatórios |
| Israel       | Três melhores segundos lugares nos grupos eliminatórios |
| Bulgária     | Três melhores segundos lugares nos grupos eliminatórios |
| França       | Torneio Classificatório adicional                       |

## Sedes

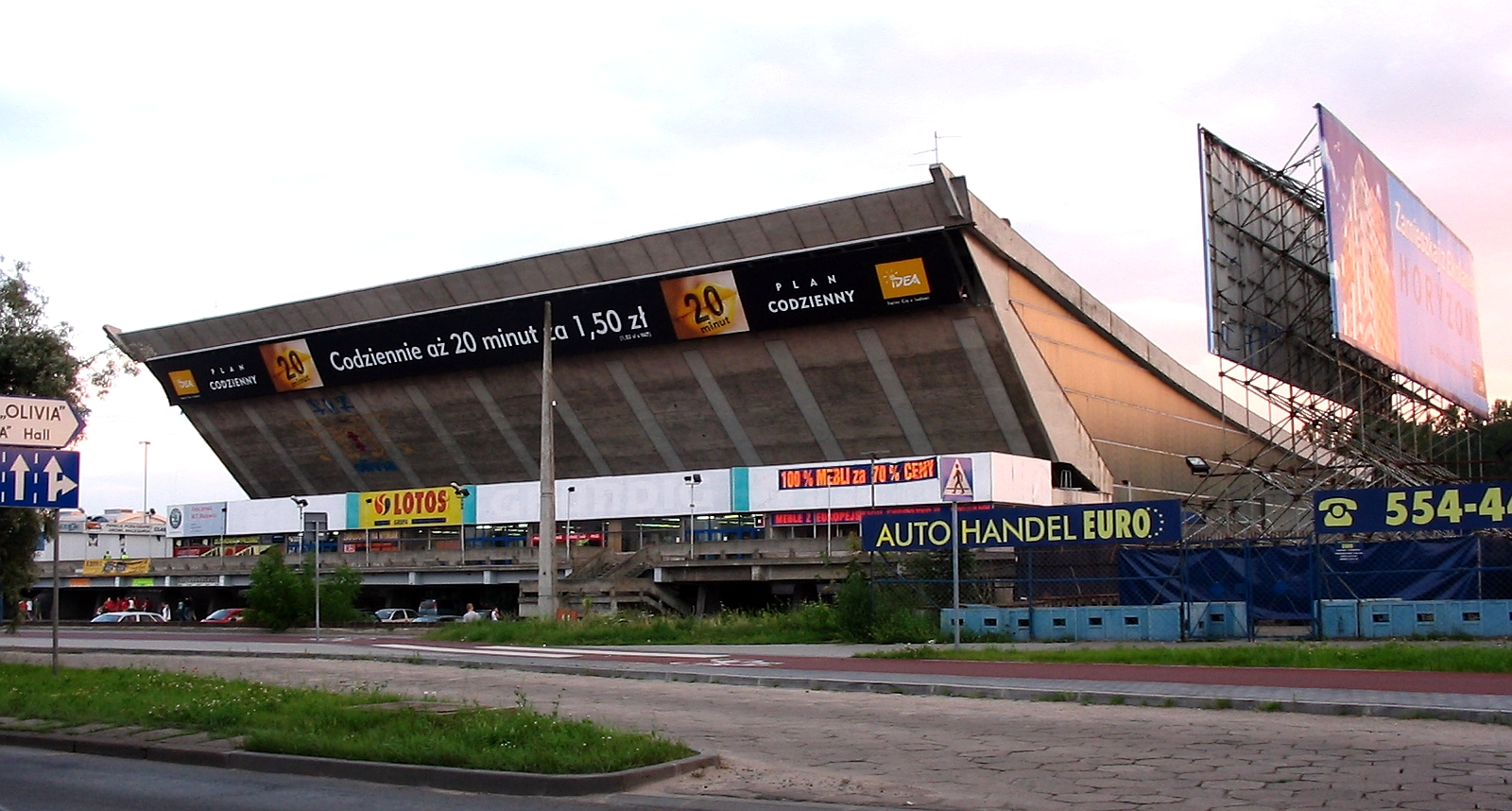
Gdańsk (Hala Olivia 5.500)
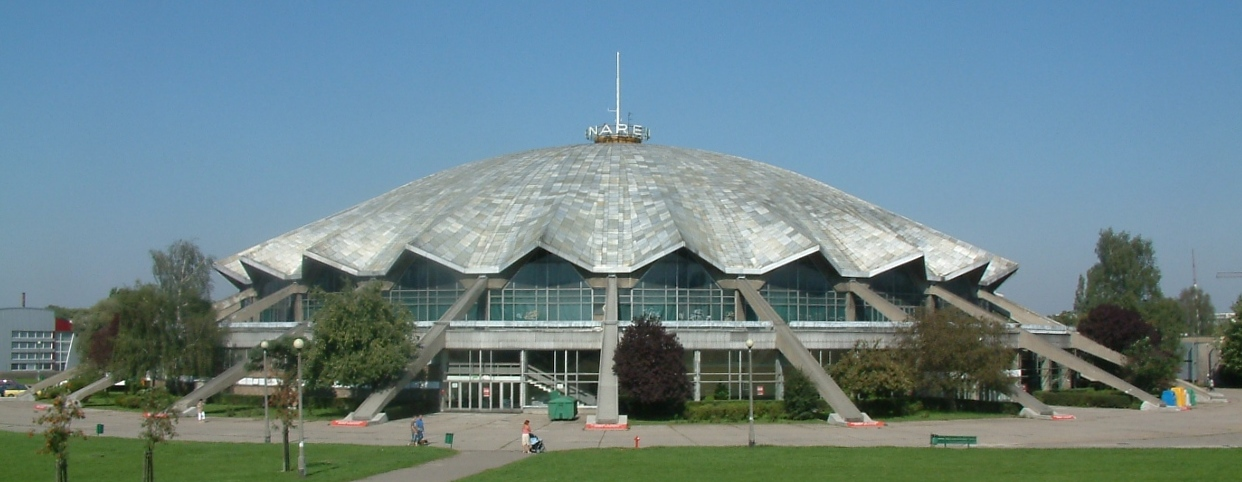
Poznań (Hala Arena 5.000)
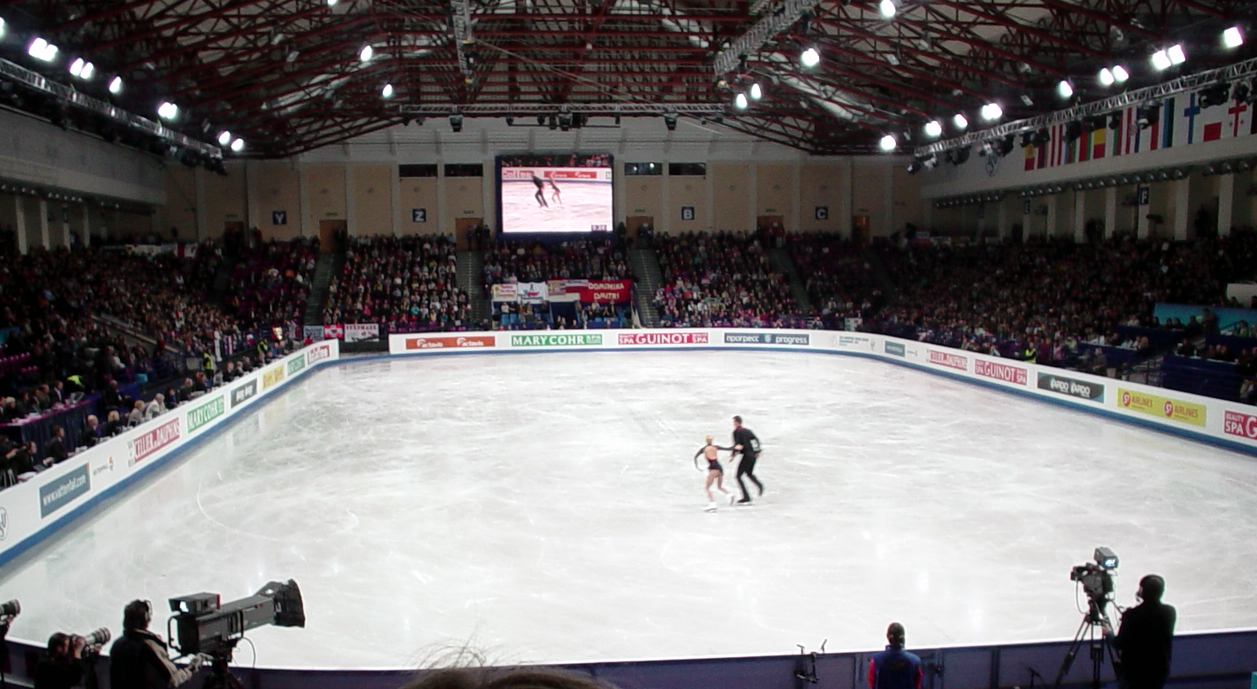
Varsóvia (Hala Torwar 5.000)
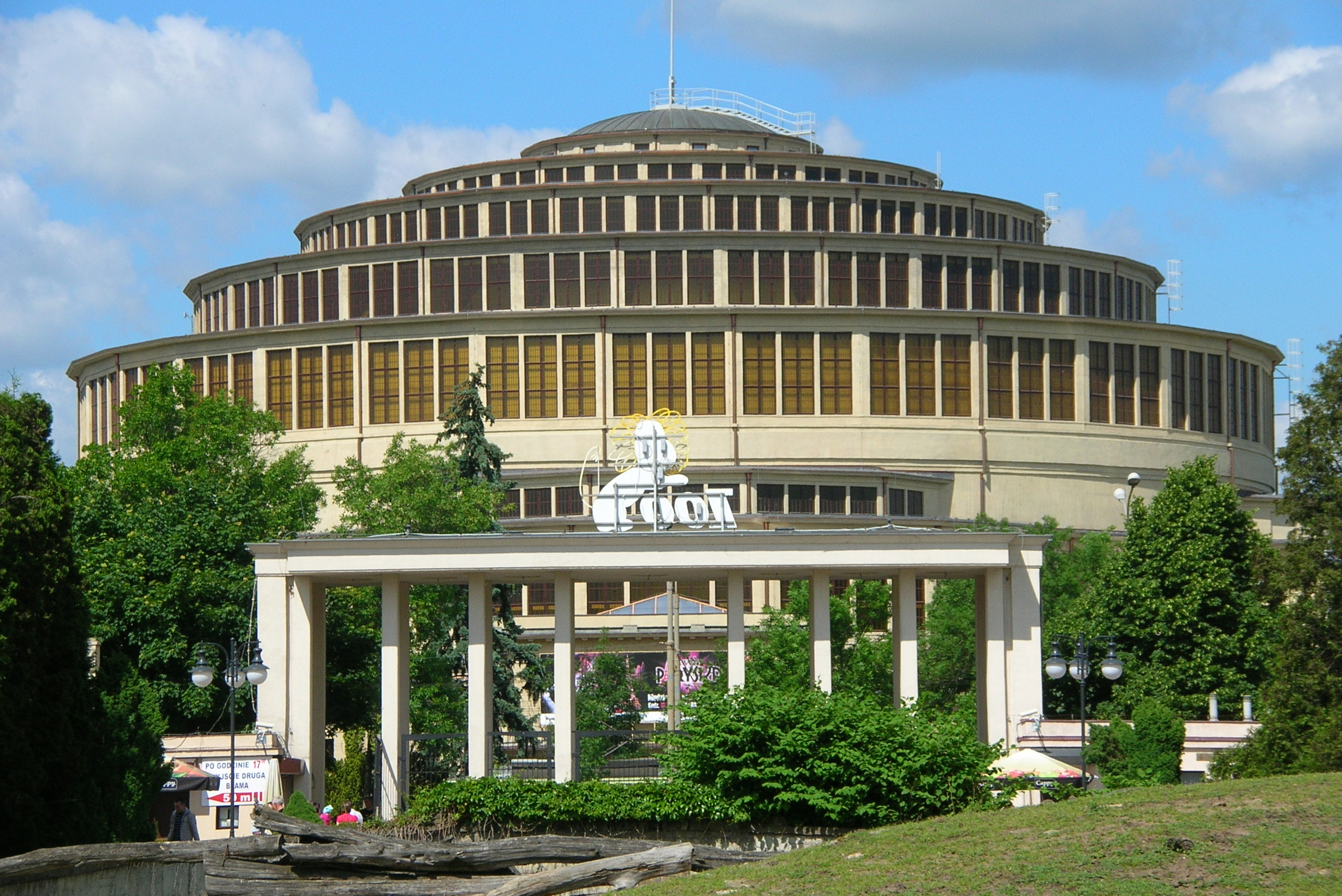
Breslávia (Hala Stulecia 7.000)
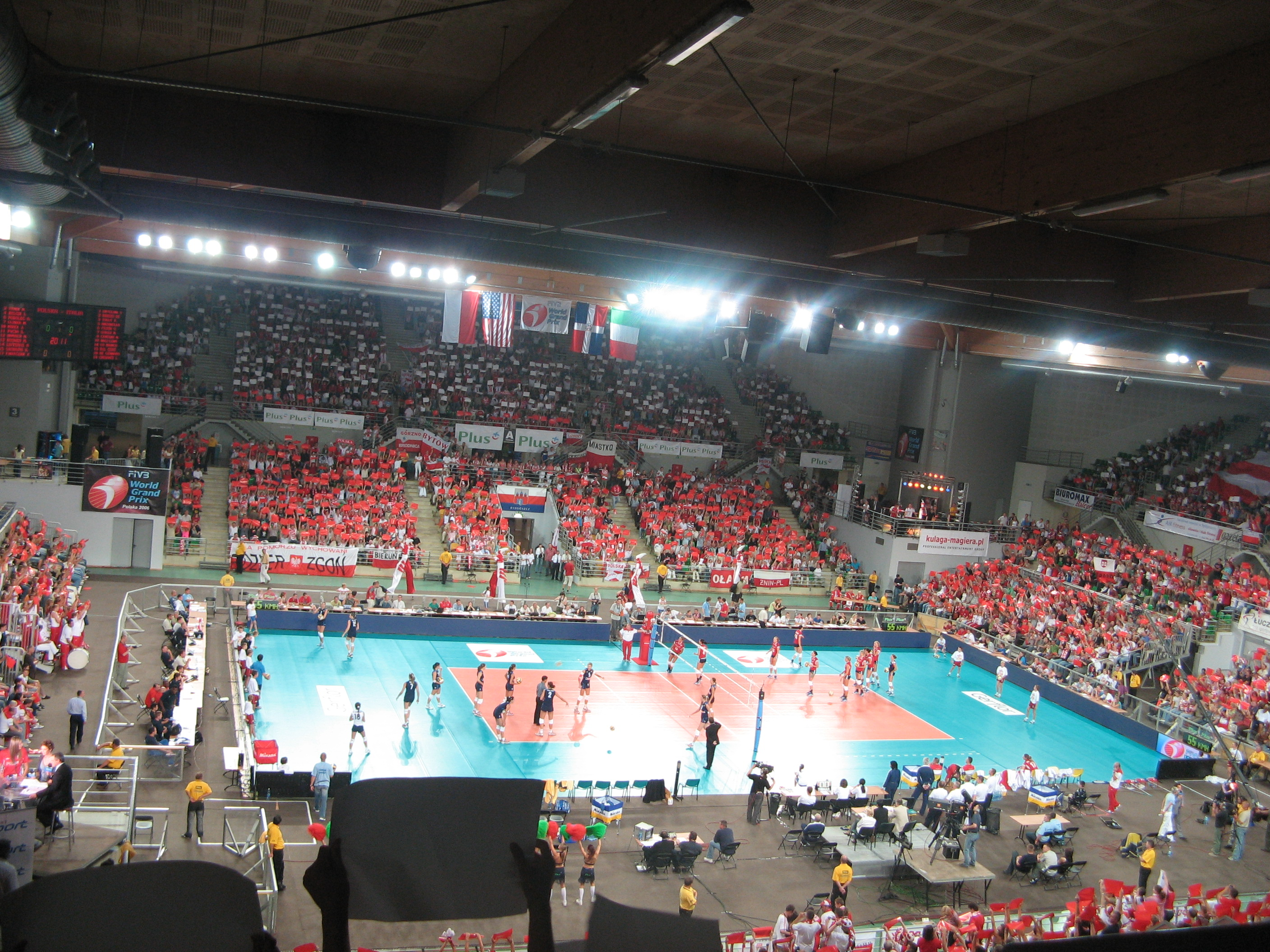
Bydgoszcz (Łuczniczka 8.000)
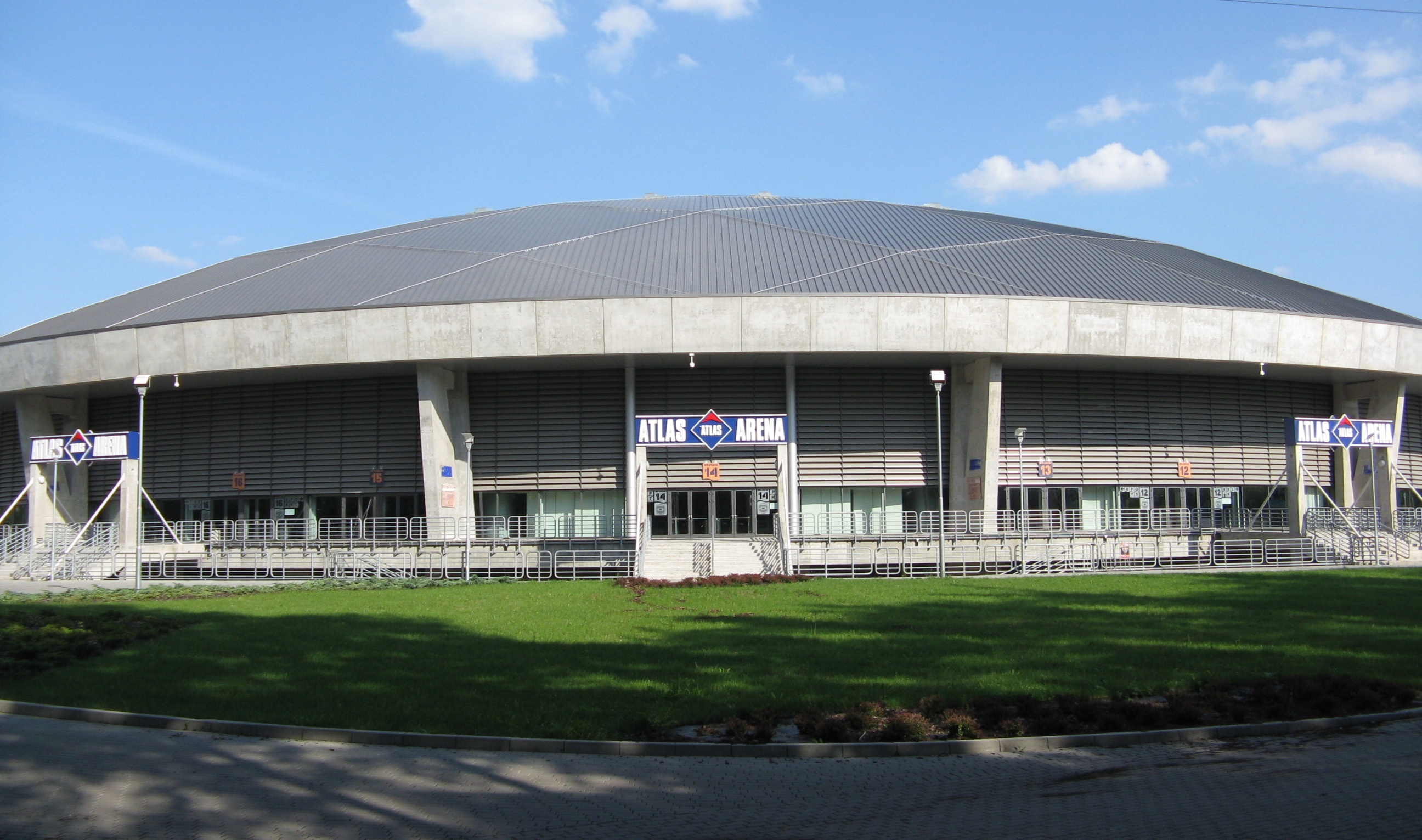
Łódź (Atlas Arena 13.400)
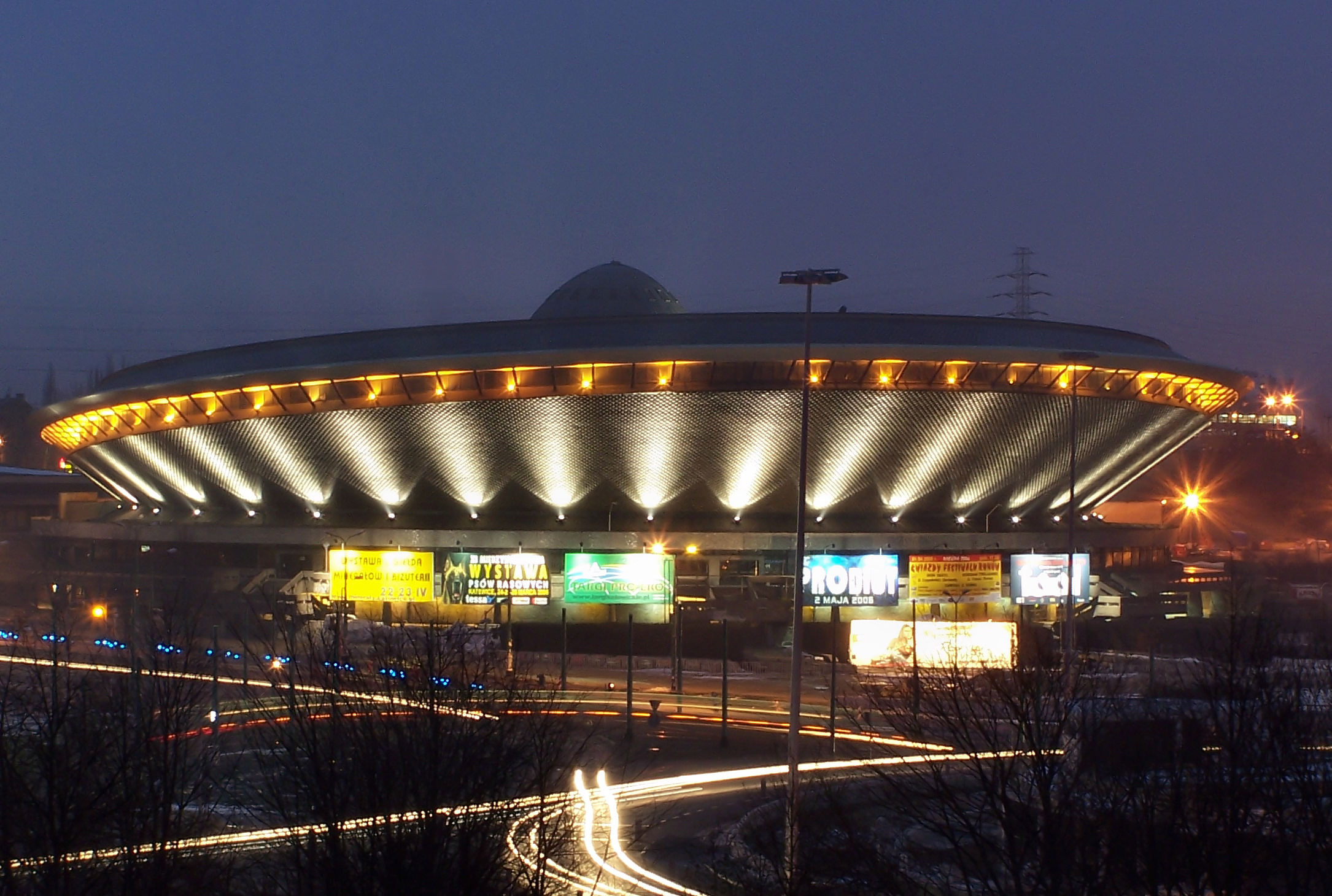
Katowice (Spodek 11.500)

## Fase preliminar

### Grupo A
| Pos. | Seleção                | Pts | J | V | D | PM  | PS  | Dif | CD |
| ---- | ---------------------- | --- | - | - | - | --- | --- | --- | -- |
| 1    | Grécia                 | 5   | 3 | 3 | 0 | 268 | 202 | 66  |    |
| 2    | Croácia                | 5   | 3 | 2 | 1 | 235 | 226 | 9   |    |
| 3    | República da Macedônia | 4   | 3 | 1 | 2 | 207 | 246 | -39 |    |
| 5    | Israel                 | 3   | 3 | 0 | 3 | 238 | 274 | 36  |    |

| 7 de setembro          |  |        |  |                        |                      |
| República da Macedônia |  | 54-86  |  | Grécia                 | Hala Arena, Posnânia |
| Croácia                |  | 86-79  |  | Israel                 | Hala Arena, Posnânia |
| 8 de setembro          |  |        |  |                        |                      |
| Israel                 |  | 79-82  |  | República da Macedônia | Hala Arena, Posnânia |
| Grécia                 |  | 76-68  |  | Croácia                | Hala Arena, Posnânia |
| 9 de setembro          |  |        |  |                        |                      |
| República da Macedônia |  | 71-81  |  | Croácia                | Hala Arena, Posnânia |
| Israel                 |  | 80-106 |  | Grécia                 | Hala Arena, Posnânia |

### Grupo B
| Pos. | Seleção  | Pts | J | V | D | PM  | PS  | Dif | CD |
| ---- | -------- | --- | - | - | - | --- | --- | --- | -- |
| 1    | França   | 5   | 3 | 3 | 0 | 199 | 180 | 19  |    |
| 2    | Rússia   | 5   | 3 | 1 | 2 | 218 | 213 | 5   |    |
| 3    | Alemanha | 4   | 3 | 1 | 2 | 203 | 211 | -8  |    |
| 5    | Letônia  | 3   | 3 | 1 | 2 | 187 | 203 | -15 |    |

| 7 de setembro |  |       |  |              |                       |
| Grã-Bretanha  |  | 59-72 |  | Eslovênia    | Hala Torwar, Varsóvia |
| Sérvia        |  | 66-57 |  | Espanha      | Hala Torwar, Varsóvia |
| 8 de setembro |  |       |  |              |                       |
| Eslovênia     |  | 80-69 |  | Sérvia       | Hala Torwar, Varsóvia |
| Espanha       |  | 84-76 |  | Grã Bretanha | Hala Torwar, Varsóvia |
| 9 de setembro |  |       |  |              |                       |
| Espanha       |  | 90-84 |  | Eslovênia    | Hala Torwar, Varsóvia |
| Grã-Bretanha  |  | 59-77 |  | Sérvia       | Hala Torwar, Varsóvia |

### Grupo C
| Pos. | Seleção      | Pts | J | V | D | PM  | PS  | Dif | CD |
| ---- | ------------ | --- | - | - | - | --- | --- | --- | -- |
| 1    | Eslovênia    | 5   | 3 | 2 | 1 | 236 | 218 | 18  |    |
| 2    | Sérvia       | 5   | 3 | 2 | 1 | 212 | 196 | 16  |    |
| 3    | Espanha      | 4   | 3 | 2 | 1 | 231 | 226 | 5   |    |
| 5    | Grã Bretanha | 3   | 3 | 0 | 3 | 194 | 233 | -39 |    |

| 7 de setembro |  |       |  |          |                     |
| Rússia        |  | 81-68 |  | Letônia  | Hala Olivia, Gdańsk |
| França        |  | 70-65 |  | Alemanha | Hala Olivia, Gdańsk |
| 8 de setembro |  |       |  |          |                     |
| Alemanha      |  | 76-73 |  | Rússia   | Hala Olivia, Gdańsk |
| Letônia       |  | 51-60 |  | França   | Hala Olivia, Gdańsk |
| 9 de setembro |  |       |  |          |                     |
| Rússia        |  | 71-81 |  | França   | Hala Olivia, Gdańsk |
| Alemanha      |  | 62-68 |  | Letônia  | Hala Olivia, Gdańsk |

### Grupo D
| Pos. | Seleção  | Pts | J | V | D | PM  | PS  | Dif | CD |
| ---- | -------- | --- | - | - | - | --- | --- | --- | -- |
| 1    | Turquia  | 5   | 3 | 3 | 0 | 265 | 211 | 54  |    |
| 2    | Polônia  | 5   | 3 | 2 | 1 | 245 | 240 | 5   |    |
| 3    | Lituânia | 4   | 3 | 1 | 2 | 235 | 239 | -4  |    |
| 5    | Bulgária | 3   | 3 | 0 | 3 | 213 | 268 | -55 |    |

| 7 de setembro |  |       |  |          |                          |
| Polônia       |  | 90-78 |  | Bulgária | Hala Stulecia, Breslávia |
| Turquia       |  | 84-76 |  | Lituânia | Hala Stulecia, Breslávia |
| 8 de setembro |  |       |  |          |                          |
| Lituânia      |  | 75-86 |  | Polônia  | Hala Stulecia, Breslávia |
| Bulgária      |  | 66-94 |  | Turquia  | Hala Stulecia, Breslávia |
| 9 de setembro |  |       |  |          |                          |
| Polônia       |  | 69-87 |  | Turquia  | Hala Stulecia, Breslávia |
| Lituânia      |  | 84-69 |  | Bulgária | Hala Stulecia, Breslávia |

## Fase Classificatória

### Grupo E
| Pos. | Seleção                | Pts | J | V | D | PM  | PS  | Dif | CD |
| ---- | ---------------------- | --- | - | - | - | --- | --- | --- | -- |
| 1    | França                 | 10  | 5 | 5 | 0 | 380 | 334 | 46  |    |
| 2    | Rússia                 | 8   | 5 | 3 | 2 | 338 | 338 | 0   |    |
| 3    | Grécia                 | 8   | 5 | 3 | 2 | 380 | 337 | 43  |    |
| 4    | Croácia                | 7   | 5 | 2 | 3 | 357 | 364 | -7  |    |
| 5    | República da Macedônia | 6   | 5 | 1 | 4 | 337 | 396 | -59 |    |
| 6    | Alemanha               | 6   | 5 | 1 | 4 | 360 | 383 | -23 |    |

| 11 de setembro         |  |       |  |                        |                       |
| Rússia                 |  | 62-59 |  | Croácia                | Łuczniczka, Bydgoszcz |
| Alemanha               |  | 76-84 |  | Grécia                 | Łuczniczka, Bydgoszcz |
| França                 |  | 83-57 |  | República da Macedônia | Łuczniczka, Bydgoszcz |
| 13 de setembro         |  |       |  |                        |                       |
| República da Macedônia |  | 86-57 |  | Alemanha               | Łuczniczka, Bydgoszcz |
| Grécia                 |  | 65-68 |  | Rússia                 | Łuczniczka, Bydgoszcz |
| Croácia                |  | 79-87 |  | França                 | Łuczniczka, Bydgoszcz |
| 15 de setembro         |  |       |  |                        |                       |
| Rússia                 |  | 71-69 |  | República da Macedônia | Łuczniczka, Bydgoszcz |
| França                 |  | 71-69 |  | Grécia                 | Łuczniczka, Bydgoszcz |
| Alemanha               |  | 68-70 |  | Croácia                | Łuczniczka, Bydgoszcz |

### Grupo F
| Pos. | Seleção   | Pts | J | V | D | PM  | PS  | Dif | CD |
| ---- | --------- | --- | - | - | - | --- | --- | --- | -- |
| 1    | Eslovênia | 9   | 5 | 4 | 1 | 390 | 344 | 56  |    |
| 2    | Turquia   | 9   | 5 | 4 | 1 | 370 | 338 | 32  |    |
| 3    | Sérvia    | 8   | 5 | 3 | 2 | 365 | 357 | 8   |    |
| 4    | Espanha   | 8   | 5 | 3 | 2 | 381 | 351 | 30  |    |
| 5    | Polônia   | 6   | 5 | 1 | 4 | 355 | 405 | -50 |    |
| 6    | Lituânia  | 5   | 5 | 0 | 4 | 358 | 424 | -66 |    |

| 12 de setembro |  |       |  |           |                   |
| Turquia        |  | 63-60 |  | Espanha   | Atlas Arena, Łódź |
| Polônia        |  | 72-77 |  | Sérvia    | Atlas Arena, Łódź |
| Lituânia       |  | 58-81 |  | Eslovênia | Atlas Arena, Łódź |
| 14 de setembro |  |       |  |           |                   |
| Espanha        |  | 84-70 |  | Lituânia  | Atlas Arena, Łódź |
| Eslovênia      |  | 76-60 |  | Polônia   | Atlas Arena, Łódź |
| Sérvia         |  | 64-69 |  | Turquia   | Atlas Arena, Łódź |
| 16 de setembro |  |       |  |           |                   |
| Lituânia       |  | 79-89 |  | Sérvia    | Atlas Arena, Łódź |
| Polônia        |  | 68-90 |  | Espanha   | Atlas Arena, Łódź |
| Turquia        |  | 67-69 |  | Eslovênia | Atlas Arena, Łódź |

## Oitavas de Finais
|  | Quartas de final | Quartas de final |                |           | Semifinais     | Semifinais     |  |  | Final          | Final |
|  |                  |                  |                |           |                |                |  |  |                |       |
|  | 17 de Setembro   |                  |                |           |                |                |  |  |                |       |
|  |                  |                  |                |           |                |                |  |  |                |       |
|  | França           | 66               |                |           |                |                |  |  |                |       |
|  | França           | 66               | 19 de Setembro |           |                |                |  |  |                |       |
|  | Espanha          | 86               |                |           |                |                |  |  |                |       |
|  | Espanha          | 86               | Espanha        | 82        |                |                |  |  |                |       |
|  | 18 de Setembro   |                  | Espanha        | 82        |                |                |  |  |                |       |
|  |                  | Grécia           | 64             |           |                |                |  |  |                |       |
|  | Turquia          | Grécia           | 64             | 74        |                |                |  |  |                |       |
|  | Turquia          |                  | 20 de Setembro | 74        |                |                |  |  |                |       |
|  | Grécia (OT)      | 76               |                |           |                |                |  |  |                |       |
|  | Grécia (OT)      | 76               | Espanha        | 85        |                |                |  |  |                |       |
|  | 17 de Setembro   |                  | Espanha        | 85        |                |                |  |  |                |       |
|  |                  | Sérvia           | 63             |           |                |                |  |  |                |       |
|  | Rússia           | Sérvia           | 63             | 68        |                |                |  |  |                |       |
|  | Rússia           | 19 de Setembro   |                | 68        |                |                |  |  |                |       |
|  | Sérvia           | 79               |                |           |                |                |  |  |                |       |
|  | Sérvia           | 79               | Sérvia (OT)    | 96        | Terceiro lugar | Terceiro lugar |  |  |                |       |
|  | 18 de Setembro   |                  | Sérvia (OT)    | 96        | Terceiro lugar | Terceiro lugar |  |  |                |       |
|  |                  | Eslovênia        | 92             |           |                |                |  |  |                |       |
|  | Eslovênia        | Eslovênia        | 92             | 67        | Grécia         | 57             |  |  |                |       |
|  | Eslovênia        |                  |                | 67        | Grécia         | 57             |  |  |                |       |
|  | Croácia          | 65               |                | Eslovênia | 56             |                |  |  |                |       |
|  | Croácia          | 65               |                |           | 56             |                |  |  |                |       |
|  |                  |                  |                |           |                |                |  |  | 20 de Setembro |       |
|  |                  |                  |                |           |                |                |  |  |                |       |

5th place bracket
|  | Semifinais     | Semifinais     |    |                | 5º Lugar       | 5º Lugar |  |
|  |                |                |    |                |                |          |  |
|  | 19 de Setembro |                |    |                |                |          |  |
|  | França         | 80             |    |                |                |          |  |
|  | Turquia        | 68             |    |                |                |          |  |
|  |                |                |    |                |                |          |  |
|  |                |                |    |                | 20 de Setembro |          |  |
|  |                |                |    |                | França         | 69       |  |
|  |                | Croácia        | 62 |                |                |          |  |
|  |                |                |    |                |                |          |  |
|  |                |                |    |                |                |          |  |
|  |                |                |    |                | 7º Lugar       |          |  |
|  | 19 de Setembro | 19 de Setembro |    | 20 de Setembro | 20 de Setembro |          |  |
|  | Rússia         | 69             |    | Turquia        | 66             |          |  |
|  | Croácia        | 76             |    |                | Rússia         | 89       |  |

#### Quartas de Finais
| 17 de Setembro 18:15 | Relatório | Rússia                                            | 68–79 | Sérvia                                                               |  | Spodek, Katowice Público: 4.000 Árbitros: Juan Arteaga (ESP), Christos Christodoulou (GRE), Ivo Dolinek (CZE) |  |
| 17 de Setembro 18:15 | Relatório | Placar por quarto: 24–21, 4–20, 15–13, 25–25      |       |                                                                      |  | Spodek, Katowice Público: 4.000 Árbitros: Juan Arteaga (ESP), Christos Christodoulou (GRE), Ivo Dolinek (CZE) |  |
| 17 de Setembro 18:15 | Relatório | Pts: Fridzon 15 Rbts: Mozgov 6 Asts: Ponkrashov 4 |       | Pts: Tripković 18 Rbts: Veličković, Paunić, Bjelica 5 Asts: Teodosić |  | Spodek, Katowice Público: 4.000 Árbitros: Juan Arteaga (ESP), Christos Christodoulou (GRE), Ivo Dolinek (CZE) |  |

| 17 de Setembro 21:00 | Relatório | França                                        | 66–86 | Espanha                                                  |  | Spodek, Katowice Público: 6.000 Árbitros: Ilija Belošević (SRB), Zoran Šutulović (MNE), Sreten Radović (CRO) |  |
| 17 de Setembro 21:00 | Relatório | Placar por quarto: 15–25, 17–22, 20–26, 14–13 |       |                                                          |  | Spodek, Katowice Público: 6.000 Árbitros: Ilija Belošević (SRB), Zoran Šutulović (MNE), Sreten Radović (CRO) |  |
| 17 de Setembro 21:00 | Relatório | Pts: Turiaf 12 Rbts: Diaw 6 Asts: Parker 3    |       | Pts: P. Gasol 28 Rbts: P. Gasol 9 Asts: Navarro, Rubio 4 |  | Spodek, Katowice Público: 6.000 Árbitros: Ilija Belošević (SRB), Zoran Šutulović (MNE), Sreten Radović (CRO) |  |

| 18 de Setembro 18:15 | Relatório | Turquia                                                 | 74–76 | Grécia                                              | OT | Spodek, Katowice Público: 6.000 Árbitros: Shmuel Bachar (ISR), Guerrino Cerebuch (ITA), Milivoje Jovcic (SRB) |  |
| 18 de Setembro 18:15 | Relatório | Placar por quarto: 14–17, 12–12, 20–18, 19–18, OT: 9–11 |       |                                                     | OT | Spodek, Katowice Público: 6.000 Árbitros: Shmuel Bachar (ISR), Guerrino Cerebuch (ITA), Milivoje Jovcic (SRB) |  |
| 18 de Setembro 18:15 | Relatório | Pts: Türkoğlu, Onan 13 Rbts: İlyasova 7 Asts: Tunçeri 5 |       | Pts: Spanoulis 23 Rbts: Fotsis 13 Asts: Spanoulis 7 | OT | Spodek, Katowice Público: 6.000 Árbitros: Shmuel Bachar (ISR), Guerrino Cerebuch (ITA), Milivoje Jovcic (SRB) |  |

| 18 de Setembro 21:00 | Relatório | Eslovênia                                           | 67–65 | Croácia                                                     |  | Spodek, Katowice Público: 5.500 Árbitros: Romualdas Brazauskas (LTU), Lazaros Voreadis (GRE), Daniel Hierrezuelo (ESP) |  |
| 18 de Setembro 21:00 | Relatório | Placar por quarto: 18–25, 21–22, 14–3, 14–15        |       |                                                             |  | Spodek, Katowice Público: 5.500 Árbitros: Romualdas Brazauskas (LTU), Lazaros Voreadis (GRE), Daniel Hierrezuelo (ESP) |  |
| 18 de Setembro 21:00 | Relatório | Pts: E. Lorbek 27 Rbts: E. Lorbek 8 Asts: Lakovič 5 |       | Pts: Ukić 21 Rbts: 7 jogadores empatados com 3 Asts: Ukić 5 |  | Spodek, Katowice Público: 5.500 Árbitros: Romualdas Brazauskas (LTU), Lazaros Voreadis (GRE), Daniel Hierrezuelo (ESP) |  |

#### Classification 5º ao 8º
| 19 de Setembro 12:00 | Relatório | França                                         | 80–68 | Turquia                                                 |  | Spodek, Katowice Público: 1.500 Árbitros: Daniel Hierrezuelo (ESP), Milivoje Jovcic (SRB), Olegs Latisevs (LAT) |  |
| 19 de Setembro 12:00 | Relatório | Placar por quarto: 12–26, 20–17, 29–16, 19–9   |       |                                                         |  | Spodek, Katowice Público: 1.500 Árbitros: Daniel Hierrezuelo (ESP), Milivoje Jovcic (SRB), Olegs Latisevs (LAT) |  |
| 19 de Setembro 12:00 | Relatório | Pts: Parker 28 Rbts: Piétrus 6 Asts: Parker 10 |       | Pts: Türkoğlu 13 Rbts: Aşık 9 Asts: Tunçeri, Türkoğlu 3 |  | Spodek, Katowice Público: 1.500 Árbitros: Daniel Hierrezuelo (ESP), Milivoje Jovcic (SRB), Olegs Latisevs (LAT) |  |

| 19 de Setembro 14:15 | Relatório | Rússia                                                  | 69–76 | Croácia                               |  | Spodek, Katowice Público: 1.500 Árbitros: Christos Christodoulou (GRE), Zoran Sutulovic (MNE), Fernando Rocha (POR) |  |
| 19 de Setembro 14:15 | Relatório | Placar por quarto: 14–18, 27–15, 15–25, 13–18           |       |                                       |  | Spodek, Katowice Público: 1.500 Árbitros: Christos Christodoulou (GRE), Zoran Sutulovic (MNE), Fernando Rocha (POR) |  |
| 19 de Setembro 14:15 | Relatório | Pts: Monia 18 Rbts: McCarty 7 Asts: Bykov, Ponkrashov 5 |       | Pts: Ukić 18 Rbts: Kus 5 Asts: Ukić 8 |  | Spodek, Katowice Público: 1.500 Árbitros: Christos Christodoulou (GRE), Zoran Sutulovic (MNE), Fernando Rocha (POR) |  |

#### Semifinais
| 19 de Setembro 18:30 | Relatório | Predefinição:Bk-rt                             | 82–64 | Grécia                                                                   |  | Spodek, Katowice Público: 8.000 Árbitros: Guerrino Cerebuch (ITA), Ilija Belošević (SRB), Robert Lottermoser (GER) |  |
| 19 de Setembro 18:30 | Relatório | Placar por quarto: 26–21, 23–19, 15–11, 18–13  |       |                                                                          |  | Spodek, Katowice Público: 8.000 Árbitros: Guerrino Cerebuch (ITA), Ilija Belošević (SRB), Robert Lottermoser (GER) |  |
| 19 de Setembro 18:30 | Relatório | Pts: P. Gasol 18 Rbts: Reyes 7 Asts: Cabezas 4 |       | Pts: Bourousis 11 Rbts: Fotsis 10 Asts: Spanoulis, Bourousis, Calathes 2 |  | Spodek, Katowice Público: 8.000 Árbitros: Guerrino Cerebuch (ITA), Ilija Belošević (SRB), Robert Lottermoser (GER) |  |

| 19 de Setembro 21:00 | Relatório | Sérvia                                                                   | 96–92 | Predefinição:SLObk                                   | OT | Spodek, Katowice Público: 8.500 Árbitros: Juan Arteaga (ESP), Sreten Radovic (CRO), Tomas Jasevicius (LTU) |  |
| 19 de Setembro 21:00 | Relatório | Placar por quarto: 11–19, 24–26, 21–12, 23–22, OT: 17–13                 |       |                                                      | OT | Spodek, Katowice Público: 8.500 Árbitros: Juan Arteaga (ESP), Sreten Radovic (CRO), Tomas Jasevicius (LTU) |  |
| 19 de Setembro 21:00 | Relatório | Pts: Teodosić 32 Rbts: Marković 8 Asts: Teodosić, Veličković, Marković 4 |       | Pts: E. Lorbek 25 Rbts: E. Lorbek 10 Asts: Lakovič 5 | OT | Spodek, Katowice Público: 8.500 Árbitros: Juan Arteaga (ESP), Sreten Radovic (CRO), Tomas Jasevicius (LTU) |  |

#### Decisão do 7º Lugar
| 20 de Setembro 14:15 | Relatório | Turquia                                      | 66–89 | Rússia                                                        |  | Spodek, Katowice Público: 1.000 |  |
| 20 de Setembro 14:15 | Relatório | Placar por quarto: 18–26, 22–25, 19–17, 7–21 |       |                                                               |  | Spodek, Katowice Público: 1.000 |  |
| 20 de Setembro 14:15 | Relatório | Pts: Aşık 24 Rbts: Aşık 11 Asts: Atsür 5     |       | Pts: Fridzon 26 Rbts: Kurbanov 7 Asts: Ponkrashov, Kurbanov 7 |  | Spodek, Katowice Público: 1.000 |  |

#### Decisão do 5º Lugar
| 20 de Setembro 12:00 | Relatório | França                                        | 69–62 | Croácia                                     |  | Spodek, Katowice Público: 1.000 |  |
| 20 de Setembro 12:00 | Relatório | Placar por quarto: 21–12, 13–12, 12–17, 23–21 |       |                                             |  | Spodek, Katowice Público: 1.000 |  |
| 20 de Setembro 12:00 | Relatório | Pts: Diot 18 Rbts: Koffi 8 Asts: Batum 8      |       | Pts: Kus 18 Rbts: Nicević 8 Asts: Popović 8 |  | Spodek, Katowice Público: 1.000 |  |

#### Decisão da Medalha de Bronze
| 20 de Setembro 18:30 | Relatório | Grécia                                                   | 57–56 | Predefinição:SLObk                               |  | Spodek, Katowice Público: 9.000 |  |
| 20 de Setembro 18:30 | Relatório | Placar por quarto: 16–13, 15–11, 11–13, 15–19            |       |                                                  |  | Spodek, Katowice Público: 9.000 |  |
| 20 de Setembro 18:30 | Relatório | Pts: Schortsanitis 23 Rbts: Bourousis 7 Asts: Calathes 4 |       | Pts: Lakovič 16 Rbts: E. Lorbek 9 Asts: Slokar 4 |  | Spodek, Katowice Público: 9.000 |  |

#### Final
| 20 de Setembro 21:15 | Relatório | Espanha                                              | 85–63 | Sérvia                                                           |  | Spodek, Katowice Público: 11.000 |  |
| 20 de Setembro 21:15 | Relatório | Placar por quarto: 24–14, 28–15, 15–15, 18–19        |       |                                                                  |  | Spodek, Katowice Público: 11.000 |  |
| 20 de Setembro 21:15 | Relatório | Pts: P. Gasol 18 Rbts: P. Gasol 11 Asts: Garbajosa 4 |       | Pts: Tripković e Veličković 15 Rbts: Veličković 5 Asts: Krstić 3 |  | Spodek, Katowice Público: 11.000 |  |

## Campeões
| EuroBasket 2009 Campeões |
| ------------------------ |
| Espanha 1º Titulo        |